# ヨハン・カルロ
ヨハン・カルロ（Johann Carlo、1957年5月21日 - ）は、アメリカ合衆国の女優。

## 出演作品
- ボードウォーク・エンパイア　欲望の街
- ザ・ソプラノズ／哀愁のマフィア 第1シーズン
- LAW & ORDER　ロー＆オーダー シーズン7
- サイコパス／死体の刻印
- フェア・ゲーム
- LAW & ORDER　ロー＆オーダー シーズン1
- クライム・ストーリー